# Ján Sitek
Ján Sitek (* 19. června 1956 Trstená) je slovenský politik Slovenské národní strany, bývalý poslanec Národní rady SR, v letech 1994-1998 ministr obrany SR v třetí vládě Vladimíra Mečiara.

## Biografie
Vystudoval Střední průmyslovou školu elektrotechnickou v Tvrdošíně a v roce 1989 absolvoval Vysokou školu dopravy a spojů v Žilině, obor provoz telekomunikací. Pracoval jako technik, později jako vývojový pracovník v podniku ZŤS Martin a v období let 1981-1992 coby vedoucí střediska v podniku Pozemné stavby Žilina. V letech 1993 - 1994 pracoval v soukromé stavební společnosti. V roce 1990 byl zakládajícím členem Slovenské národní strany v regionu Oravy a předsedou její okresní organizace.
V letech 1994-1998 byl ministrem obrany SR v třetí vládě Vladimíra Mečiara. V slovenských parlamentních volbách roku 1998 byl zvolen do Národní rady SR za SNS, kde zasedal do konce funkčního období, tedy do roku 2002.
Je ženatý, má tři dcery.